# Tosirips
Tosirips là một chi moths of the tông Archipini.

## Các loài
- Tosirips magyarus Razowski, 1987
- Tosirips perpulchrana Kennel, 1901